# Tulln an der Donau
Tulln an der Donau je jedno z nejstarších měst v rakouské spolkové zemi Dolní Rakousy v okrese Tulln. Rozkládá se nad řekou Dunaj. Žije zde přibližně 16 tisíc obyvatel.

## Historie
Sídlo v úrodném kraji Vídeňského lesa a ve strategické poloze na skále nad řekou založili Keltové. Římané zde vystavěli opevněné hradiště Comagena, při němž soustřeďovali svou říční flotilu pro povodí dolního Dunaje. Císař Karel Veliký učinil Tulln součástí správního systému Římské říše a pobýval zde na hradě roku 803. Za vlády dynastie Babenberků v době románské se město stalo sídlem markraběte a církevním střediskem kraje. V 11. století zde byla založena honosná trojlodní bazilika sv. Štěpána s opevněným dvojvěžím, přestavěná a vybavená ve 2. polovině 12. století jako jedna z nejvýznamnějších intaktně dochovaných chrámových staveb v Podunají. Vedle ní stojí unikátní dvoupatrová románská pohřební kaple, zvaná karner.
Město vzkvétalo díky řemeslům a říčnímu obchodu; patřilo k významným zásobovatelům Vídně. Město utrpělo několik požárů a válečných pohrom, zejména invazí francouzské armády za třicetileté války a útokem Turků při obléhání okolí Vídně roku 1683.
Od 19. století nastal nový rozvoj města díky zbudování železniční stanice a mostu přes Dunaj. Dále zde bylo zřízeno menší letiště a při něm vznikla střední letecká škola.

## Politika

### Starostové
- 1878–1885 Josef Ursin
- 1961–1968 Josef Keiblinger (ÖVP)
- od 2009 Peter Eisenschenk (ÖVP)

## Pamětihodnosti
- římská archeologická lokalita ze 4. století
- románská bazilika sv. Štěpána (v interiéru zbarokizovaná) s románským karnerem,
- bazilika sv. Severina
- barokní morový sloup
- rodný dům malíře Egona Schiele
- muzeum Egona Schiele

## Demografie
K 1. 1. 2014 mělo město 15 582 obyvatel.

## Okolí
V blízkosti města se nachází letiště, přístav s jachtařským klubem a zahradnické výstaviště se stálou expozicí zahradnictví a zahradnické architektury Garten Tulln, podle níž je nazýváno Městem květin nebo Městem růží.

## Osobnosti města
- Egon Schiele (1890–1918), expresionistický malíř a grafik
- Kurt Waldheim (1918–2007), diplomat, čtvrtý generální tajemník OSN a devátý prezident Rakouska